# Коверзнев, Борис Филиппович
Борис Филиппович Коверзнев (11 июня 1921, Бежица, Брянская губерния — 1989, Москва) — советский футболист, центральный нападающий. Трёхкратный чемпион и обладатель кубка СССР в составе московских армейцев.

## Биография
Начинал играть в юношеской футбольной команде при городском доме художественного воспитания детей (ДХВД) города Бежица. В ней и стал заметен бомбардирский талант Коверзнева, вскоре принятого во взрослую команду Бежицкого стальзавода. В 1939 году перешёл в основную команду города Бежица — «Дзержинец».
После освобождения Бежицы от немецко-фашистских захватчиков, Борис был призван в армию. После окончания войны был отправлен в Ташкент, где продолжая армейскую службу, два года играл за команду окружного Дома офицеров (ОДО), которая становилась чемпионом Узбекистана. В сезоне 1948 года в 7 играх забил 6 мячей. Ташкентские журналисты называли Коверзнева гордостью узбекского футбола. Его фотография с рассказом о нём была помещена в столичном музее спортивной славы.
В 1948 приглашён в «команду лейтенантов». Новичок сразу понравился столичным болельщикам. Они прозвали его «электричкой» за скоростные качества, изматывающие защитников соперников. Смело вел себя на поле — шёл на мяч головой, опережая защитников, пытавшихся сыграть ногой.
В чемпионате 1950 года раскрылся его талант бомбардира — с 21 забитым голом, стал лучшим бомбардиром команды. Три мяча на его счету в одном матче с ленинградским «Зенитом». 15 мячей забиты в 9 матчах подряд. Отличился он и в финальном матче на Кубок СССР в 1951 году с командой города Калинина.
В 1952 году играл команду МВО города Калинина, в которой оказался после расформирования ЦДСА. В 1953—1954 играл в Тбилиси за местный ОДО.
В 1955 году вернулся в возрожденный ЦДСА, где и завершил карьеру футболиста. Вскоре уехал в команду ГСВГ, где провел один сезон. Затем, до 1962 года, тренировал эту команду, готовил к первенству Вооруженных Сил Союза. В 1962 году возглавлял сборную Вооруженных Сил СССР на Всемирной Спартакиаде Дружественных Армий (6-е место).
Вскоре вышел в отставку. Жил долгое время в Сухуми. Скончался в Москве в 1989 году.

## Достижения
- Чемпион СССР (3): 1948, 1950, 1951.
- Обладатель Кубка СССР: 1951.